# Dafydd Iwan
Dafydd Iwan Jones (nascut el 24 d'agost del 1943 a Brynamman, comtat de Sir Gaerfyrddin, Gal·les) és un cantant i polític gal·lès qui va ser president del partit Plaid Cymru del 2003 al 2010. Dafydd Iwan Jones va estudiar arquitectura a la Universitat de Gal·les de Cardiff i es va fer famós com a compositor i cantant de cançons de música folk en llengua gal·lesa.

## Discografia
En ordre cronològic ː
- Yma Mae 'Nghân (1972) (Aquí hi ha la meva cançó)
- Mae'r Darnau yn Disgyn i'w Lle (1976) (Les peces cauen al seu lloc)
- Carlo a Chaneuon Eraill (1977) (Carlo i altres cançons)
- 20 o Ganeuon Gorau (les 20 millors cançons), I'r Gad (1977) (A la guerra)
- Bod yn Rhydd (1979) (Essent lliure), Ar Dan (Live) (1981)
- Rhwng Hwyl a Thaith (with Ar Log) (1982) (Entre diversió i de gira)
- Yma o Hyd (With Ar Log) (1983) (Encara aquí)
- Gwinllan a Roddwyd (1986) (Donated Vineyard)
- Dal I Gredu (1991) (Encara hi crec)
- Caneuon Gwerin (1994) (Cançons populars)
- Cân Celt (1995) (Cançó celta)
- Y Caneuon Cynnar (1998) (Primeres cançons)
- Yn Fyw Cyfrol 1 (2001) (En directe 1)
- Yn Fyw Cyfrol 2 (2002) (En directe 2)
- Goreuon Dafydd Iwan (2006) (El millor de Dafydd Iwan)
- Man Gwyn (Espai buit) (2007), Dos I ganu (2009) (Vés a cantar)
- Cana Dy Gân (2012) (Canteu la vostra cançó)
- Emynau (2015) (Himnes)
- O’r Galon (2018) (La culpa la té el meu cor)